# Péguy Luyindula
Péguy Makanda Luyindula (Kinshasa, 25 de maio de 1979) é um ex-futebolista congolês naturalizado francês.
Em dezembro de 2012, foi relatado que Luyindula estaria rescindindo seu contrato com o PSG para assinar com New York Red Bulls.